# Дюмениль, Шарль Анри
Шарль-Анри Дюмениль, Charles-Henri Dumesnil (4 декабря 1868, Chanu — 29 декабря 1946, Париж) — французский морской офицер, участник Первой мировой войны, вице-адмирал (1923).

## Биография
Он родился в Чану 4 декабря 1868 года. Поступил в Военно-морскую академию в октябре 1885 года и был выпущен мичманом 2-го класса в октябре 1888 года. Затем он служил на линкоре «Dévastation», затем перешел в 1890 году на крейсер «La Pérouse». Вернувшись на «Dévastation» в Средиземном море и в Леванте, он получил следующее звание в мае 1891 года, а затем служил на линкоре «Amiral Duperré» в 1892—1893 годах.
Далее на авизо «Pourvoyeur» на станции Таити он принял участие в гидрографических съемках островов Гамбье и получил в октябре 1896 года благодарность. Направленный в Гидрографическую службу для окончания работ, он затем служил на Тихом океане на посыльном транспорте «Aube» и был произведён в лейтенанты в январе 1898 года.
В 1899—1900 годах командовал десантной ротой линкора «Brennus» в Средиземном море и отличился при абордаже «Framée» . В 1902 году он стал офицером-стажером в Артиллерийской школе в Короне и получил лицензию офицера-артиллериста. Он стал артиллерийским офицером на броненосном крейсере «Amiral Aube» в Ла-Манше.
В 1905 году он был слушателем Высшей морской школы, которую окончил по специальности, а в 1906 году поступил на линкор «Iéna». Адъютант адмирала, командующего 2-й дивизией Средиземноморской эскадры, он отличился 12 марта 1907 года мужеством и энергией во время взрыва в Тулоне на «Iéna» и заслужил новую благодарность по службе.
Начальник штаба 2-й дивизии, он стал в 1907—1908 годах командиром эсминца «Arbalète» в Средиземном море, затем в 1911 году стал адъютантом военно-морского министра Буэ де Лапейрера. Повышен в звании до Capitaine de frégate в апреле 1911 года, в основном отвечал за снабжение материальными средствами, а затем в 1912 году был назначен начальником штаба 2-й дивизии 2-й эскадры, затем служил на «Justice» в Средиземном море в 1912 году.

### Первая мировая война
Заместитель начальника штаба военно-морского министра в 1914 году, командир броненосного крейсера «Latouche-Tréville», отличился в Дарданеллах, прикрывая точным огнем десантные операции в Кум-Кале и Седд-уль-Бахр. Повышен до Capitaine de vaisseau в октябре 1915 года, дважды упомянутый в приказе по армии за эффективность в Дарданелльской операции (апрель-июнь), начальник штаба 3-й эскадры, он являлся одним из главных организаторов эвакуации сербской армии в сентябре 1916 года. Он обеспечивал спасательные работы при пожаре транспорта «Arcturus».
Направленный с командировкой в Россию представителем при Главнокомандующем Русским императорским флотом в Санкт-Петербурге, он заслужил две официальные благодарности за оказанные там услуги и за свою эффективность при спасательных работах на линкоре «Императрица Мария» в январе 1917 года.
Командующий патрульной дивизией Восточного Средиземноморья с 1918 года, он руководил спасательными операциями в Монастире и получил похвалу от министра Жоржа Лейга за важные услуги, которые он оказал в Эгейском море.
Произведён в контр-адмиралы в марте 1919 года, глава французской делегации в Морской контрольной комиссии в Берлине в 1920 году. Командир лёгкой дивизии в эскадре Восточного Средиземноморья. Принимал участие в Крымской эвакуации. Он также реорганизовал военно-морские службы в Константинополе, где снова отличился, спасая французскую колонию города Смирны во время пожара в ночь с 13 на 14 сентября 1922 года во время второй греко-турецкой войны .
Вице-адмирал (произведён в январе 1923 года), морской префект Бреста. Он стал главнокомандующим Средиземноморской эскадрой в 1924 году. Член Высшего совета ВМФ, генеральный инспектор Средиземноморских морских сил. В отставке с октября 1926 года.
Этьен Тайлемите, уверенно пишет о нём: «исключительно блестящая карьера».
В октябре 1939 года он возобновил службу с началом Второй мировой войны в качестве генерального инспектора Службы труда коренных народов и занимал эту должность до июля 1940 года.
Он умер 29 декабря 1946 года в Париже.

## Награды
- Grand officier de la Légion d’honneur (29 décembre 1923)
  -  Commandeur de la Légion d’honneur (15 octobre 1920)
  -  Officier de la Légion d’honneur (24 juillet 1912)
  -  Chevalier de la Légion d’honneur (3 février 1903)
- Croix de guerre 1914—1918
- Officier d’Académie
- Chevalier de l’ordre du Mérite agricole

## Сочинения
В 1922 году он опубликовал воспоминания «Souvenirs de guerre d’un vieux croiseur (1914—1915)» издательство Plon-Nourrit et Cie, Париж .